# مفیدآباد
مفیدآباد، روستایی در دهستان سدن رستاق شرقی بخش مرکزی شهرستان کردکوی استان گلستان ایران است.

## جمعیت
بر پایه سرشماری عمومی نفوس و مسکن در سال ۱۳۹۵ جمعیت این مکان ۳۷۹ نفر (۱۲۶خانوار) بوده‌است.

## موقعیت
روستای مفیدآباد در ۱۰ کیلومتری شهرستان کردکوی و ۱۵ کیلومتری شهر گرگان واقع شده‌است.